# Кравченко, Григорий Артёмович
Григорий Артёмович Кравченко (род. 1927 год, село Севастополь) — комбайнёр совхоза «Севастопольский» Урицкого района Кустанайской области, Казахская ССР. Герой Социалистического Труда (1971).

## Биография
Родился в 1927 году в крестьянской семье в селе Севастополь (сегодня — Сарыкольский район Костанайской области). После окончания школы механизации с 1945 года трудился трактористом, комбайнёром на Севастопольской МТС Урицкого района. С 1957 года — шофёр-комбайнёр совхоза «Севасторольский» Урицкого района.
Досрочно выполнил задания Восьмой пятилетки (1966—1970) и собственные социалистические обязательства. За годы этой пятилетки собрал и намолотил 52464 центнеров зерновых, обработав 4021 гектаров посевных площадей вместо запланированных 1150 гектаров. К концу 1969 года перевёз на ГАЗ-53 10744 тонн различных грузов, перевыполнив план на 124 %. Указом Президиума Верховного Совета СССР «О присвоении звания Героя социалистического Труда передовикам сельского хозяйства Казахской ССР» от 8 апреля 1971 года за выдающиеся успехи, достигнутые в развитии сельскохозяйственного производства и выполнении пятилетнего плана продажи государству продуктов земледелия и животноводства удостоен звания Героя Социалистического Труда с вручением ордена Ленина и золотой медали «Серп и Молот»
.
С 1975 года — шофёр Урицкого совхоза-техникума.

## Награды
- Орден Ленина
- Орден Октябрьской Революции
- Орден Трудового Красного Знамени